# HD 178254
HD 178254，又名CD-4013074，SAO 210994、HR 7255，是一颗恒星，视星等为6.46，位于銀經357.62，銀緯-20.26，其B1900.0坐标为赤經19h 2m 45.2s，赤緯-39° -20.26′ 7″。